# (7848) Bernasconi
(7848) Bernasconi es un asteroide perteneciente al cinturón de asteroides, descubierto el 22 de febrero de 1996 por Marco Cavagna y Augusto Testa desde el Observatorio Astronómico Sormano, en Italia.

## Designación y nombre
Bernasconi se designó inicialmente como 1996 DF1.
Más adelante fue nombrado en honor al astrónomo aficionado italiano Giovanni Bernasconi (1901–1965).

## Características orbitales
Bernasconi orbita a una distancia media del Sol de 2,5557 ua, pudiendo acercarse hasta 2,0577 ua y alejarse hasta 3,0537 ua. Tiene una excentricidad de 0,1948 y una inclinación orbital de 3,1452° grados. Emplea en completar una órbita alrededor del Sol 1492 días.

## Características físicas
Su magnitud absoluta es 14,1.